# استفن تیموشنکو
 استفن پروکوپوویچ تیموشنکو (اوکراینی: Степан Прокопович Тимошенко، روسی: Степан Прокофьевич Тимошенко ۲۲دسامبر۱۸۷۸-۲۹می۱۹۷۲) یک مهندس اوکراینی بود.او به عنوان پدر مهندسی مکانیک نوین شناخته میشود.وی کارهایی اساسی در زمینه مکانیک مهندسی ،الاستیسیته و مقاومت مصالح انجام داد که بسیاری ار آنها هنوز هم استفاده میشوند.
وی مطالعات خود را در اوکراین تحت حکومت امپراتوری روسیه آغاز کرد. در طول جنگ داخلی روسیه به آمریکا مهاجرت کرد.